# Kamijima
Kamijima (上島町?) è una cittadina giapponese della prefettura di Ehime.